# Les Riceys
 Les Riceys  es una población y comuna francesa, en la región de Champaña-Ardenas, departamento de Aube, en el distrito de Troyes y cantón de Les Riceys.

## Demografía
| 1565 | 1567 | 1525 | 1505 | 1421 | 1376 |
| Para los censos de 1962 a 1999 la población legal corresponde a la población sin duplicidades (Fuente: INSEE [Consultar]) |      |      |      |      |      |